# Шапково (Московская область)
Шапково — деревня в Новопетровском сельском поселении Истринского района Московской области. Впервые упоминается в 1389 году в духовной грамоте Дмитрия Донского. Население — 40 чел. (2010), зарегистрировано 2 садовых товарищества.
Находится в 36 км северо-западнее Истры, у истоков реки Чисмены, высота над уровнем моря 263 м. Практически примыкает с запада к посёлку Лесодолгоруково, там же ближайшая железнодорожная станция — платформа Лесодолгоруково Рижского направления Московской железной дороги, деревня Деньково и хутор Берёзовка в 0,7 км на юго-восток и юг.

## Население
| 2002 | 2006 | 2010 |
| ---- | ---- | ---- |
| 12   | ↗18  | ↗40  |